# 全国工会中心
全国工会中心（英語：National trade union center），简称全国中心或中央，是指一个国家境内工会的联合会或联盟。世界上几乎每个国家都有一个全国工会中心，许多国家甚至有不止一个。在一些地区（例如北欧国家），根据行业划分，成立不同的工会中心（例如，为蓝领工人和专业人士设立不同的工会中心）。